# يوأنس التاسع (بابا الإسكندرية)
يوأنس التاسع، بابا الإسكندرية وبطريرك الكرازة المرقسية للأقباط الأرثوذكس رقم 81، أصله من قرية نفيا بالقرب من طنطا. وأقام بطريركاً 6 سنوات و6 أشهر ويوماً واحداً، في الفترة من 28 سبتمبر 1320 م حتى 29 مارس 1327 م، وتوفي. وخلا الكرسي بعده شهراً واحداً وخمسة أيام.